# Нагасаки (полуостров)
Полуо́стров Нагаса́ки (яп. 長崎半島, ながさきはんとう) — полуостров в Японии, в северо-западной части острова Кюсю, на юге префектуры Нагасаки. Вытянут с запада на юг. Ограничен мысами Номо и Ваки. Другое название — полуостров Номо (яп. 野母半島, のもはんとう номо ханто). Административно принадлежит городу Нагасаки.
Длина полуострова составляет более 20 км, ширина - около 6 км.
С востока полуостров омывает залив Татибана, на западе - залив Нагасаки и плёс Гото-Нада.